# María Micaela del Santísimo Sacramento
María de la Soledad Micaela Agustina Antonia Bibiana Desmaissières y López de Dicastillo, Vizcondesa de Jorbalán (Madrid, 1 de enero de 1809-Valencia, 24 de agosto de 1865), elevada a los altares como Santa María Micaela del Santísimo Sacramento, fue una aristócrata y religiosa española, fundadora de la congregación de Adoratrices Esclavas del Santísimo Sacramento y de la Caridad.

## Biografía

### Infancia y juventud
Micaela Desmaissières y López de Dicastillo, Vizcondesa de Jorbalán, nació en Madrid el 1 de enero de 1809, en plena Guerra de la Independencia Española, en el seno de una familia de la aristocracia. Su madre, Bernarda, era camarista de la reina María Luisa de Parma; Micaela tenía un hermano, Diego, que murió el año 1855 a la edad de 49 años, dejando a su hija María Diega como heredera de todos los bienes de la familia. 
María Micaela siempre estuvo protegida por el administrador de la familia, Cirilo Bahía Calvo. Cirilo fue una persona muy influyente en la vida de la santa, y una de las pocas personas que la apoyó a la hora de fundar la Congregación.

### Fundadora de las Adoratrices en España

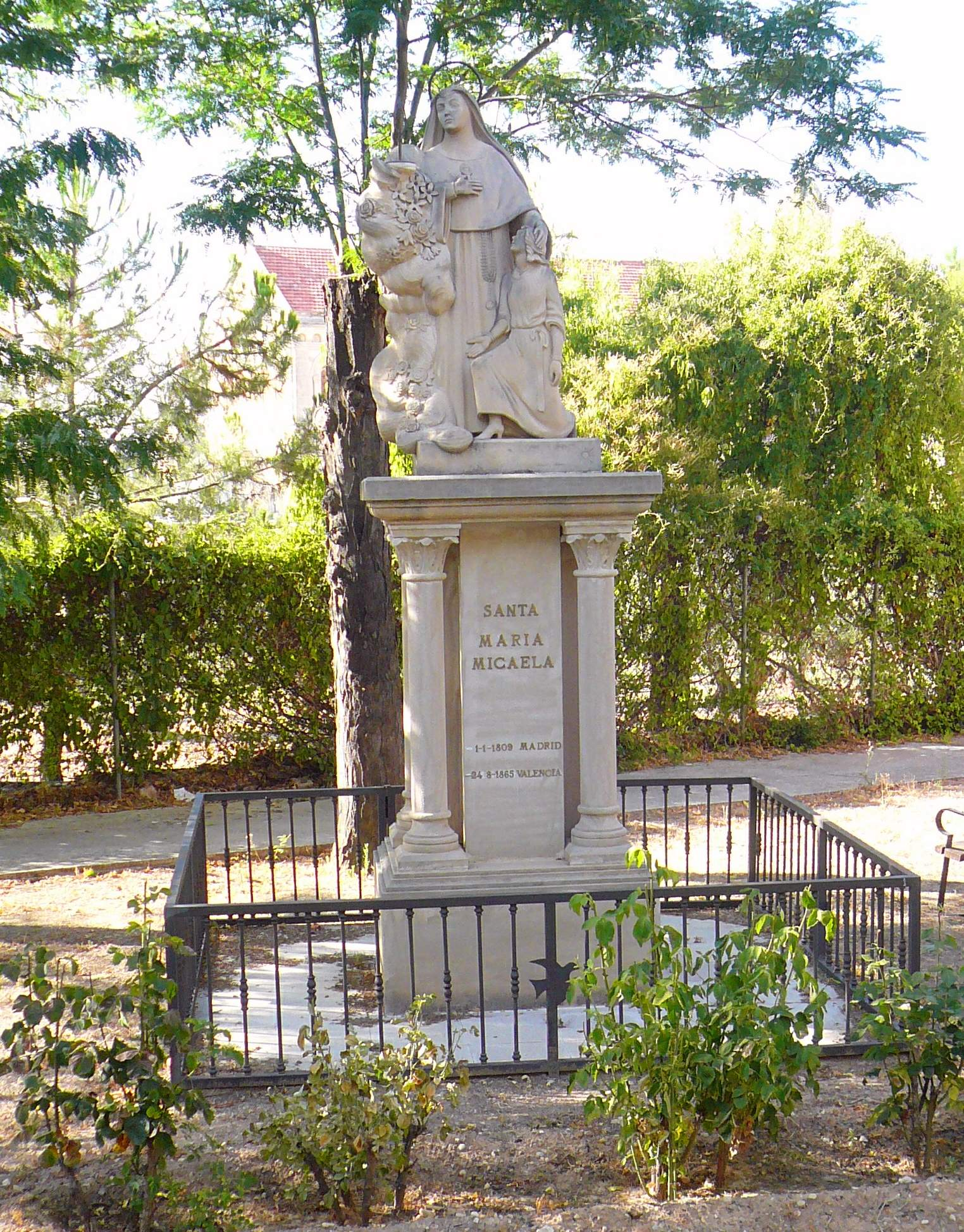
Monumento a Santa María Micaela en Guadalajara

Tras una visita al Hospital de San Juan de Dios, se conciencia de la problemática en torno a la prostitución y, en abril de 1845, funda un colegio para redimir a las prostitutas, en una casa en la calle de Dos Amigos de Madrid. El 12 de octubre de 1850, deja los fastos de la corte de Isabel II, para vivir con las alumnas en el colegio. 
Tras grandes dificultades, en 1856 el colegio ha crecido y ya tiene con ella a algunas colaboradoras. Ve la necesidad de formar una comunidad que dé estabilidad a la obra; surge así la Congregación de Adoratrices Esclavas del Santísimo Sacramento y de la Caridad. Micaela se ha convertido ya en la Madre Sacramento y ese mismo año escribe unas constituciones de su congregación que serán aprobadas por la Santa Sede en 1861. Al colegio de Madrid le siguen pronto Zaragoza (1856), Valencia (1858), Barcelona (1861), Burgos (1863), Pinto, filial de Madrid (1864), Santander (1865) y Guadalajara (1915), esta fundada por su sobrina María Diega Desmaissières. En agosto de 1865, la Madre Sacramento, al enterarse de que en Valencia estalla una epidemia de cólera (véase: Pandemias de cólera en España), decide viajar en tren a esta ciudad para ayudar a las religiosas y colegialas de su casa. La epidemia acabó con su propia vida el 24 de agosto de ese año. Sus restos fueron posteriormente trasladados en 1891 a la casa madre de su orden.

## Apostolado social
La Madre Sacramento dedicó su vida a la fundación de la Congregación de Religiosas Adoratrices y Esclavas de la Caridad, con sus colegios de reeducación, ejerciendo así un notable influjo en la sociedad del siglo XIX. Pero su radio de acción trasciende los límites del Instituto: actúa también en el campo eclesial y social, unas veces a instancias de la jerarquía eclesiástica y otras movida por las circunstancias sociales que la rodean.
También debemos señalar su alado con la Familia Real, particularmente con la reina Isabel II, que le ocupó buena parte de su tiempo en los últimos años de su vida, llamada por el confesor de la reina San Antonio María Claret. 
Asimismo, las Escuelas Dominicales de España le deben su existencia.